# Daydream (Google)

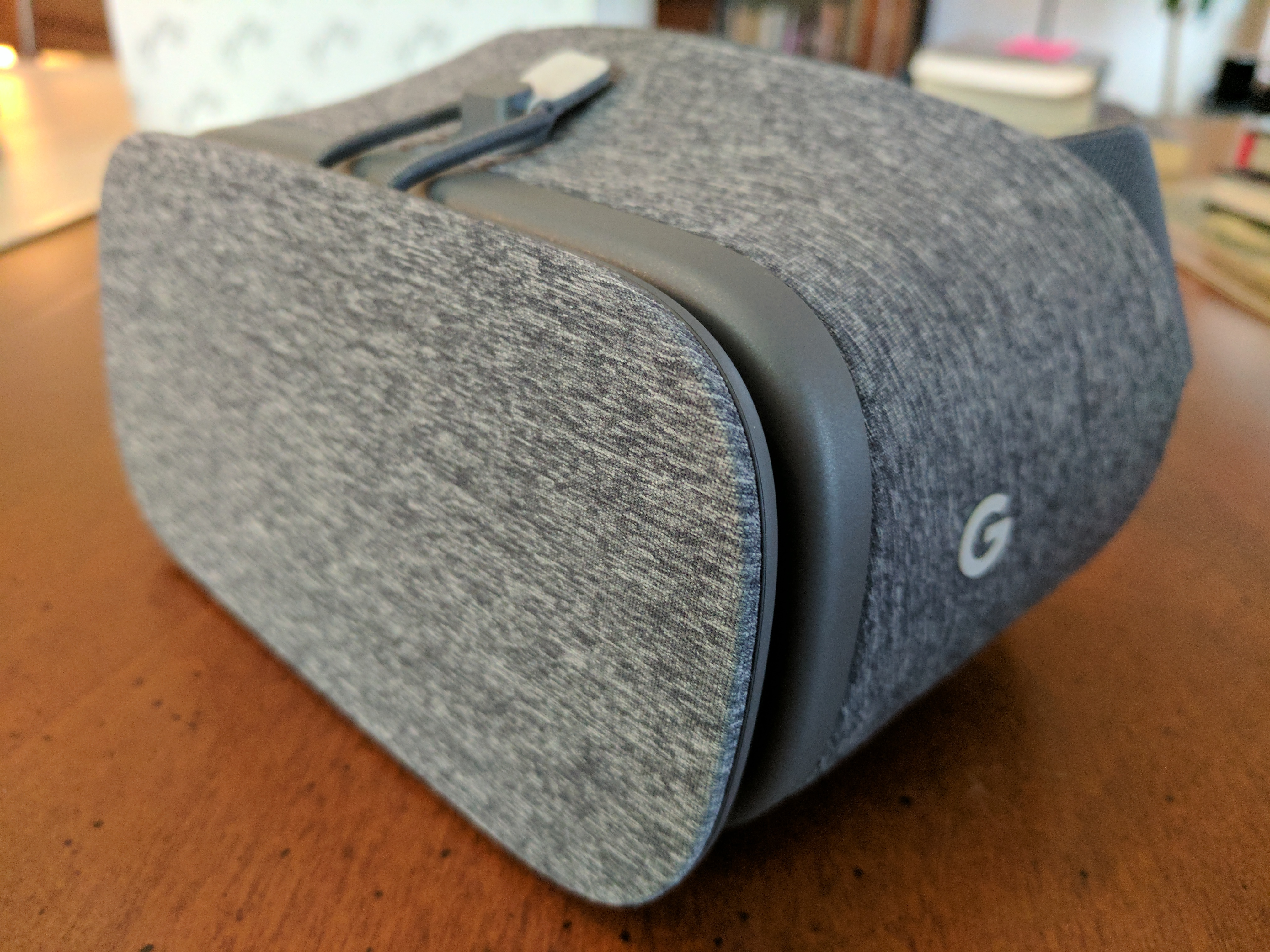
Google Daydream View

Daydream es una plataforma de realidad virtual creada por Google y descontinuada en 2019. Fue anunciada en Google I/O de mayo de 2016, fue lanzada al mercado en noviembre de ese mismo año integrada en el sistema operativo Android (versión Nougat).  
Durante el Google I/O 2016, el equipo de Daydream indicó que ninguno de los teléfonos de ese momento eran lo suficientemente potentes como para alimentar la nueva plataforma de realidad virtual. Google dijo que las aplicaciones de Cardboard se habían descargado 50 millones de veces, y que algunas de ellas estaban haciendo su camino en Daydream.
Como parte de la nueva plataforma se lanzó un HMD bajo el nombre de Daydream View, en el cual destaca el uso de material textil en su estructura al que acompaña un mando inalámbrico con sensores de orientación.

## Características
- Google Daydream solo funcionaba en teléfonos nuevos con componentes específicos.
- Un total de 8 socios de hardware tendrán teléfonos Daydream-ready: Samsung, HTC, LG, Xiaomi, Huawei, ZTE, Asus y Alcatel.
- El primer teléfono fue el ZTE Axon 7, el cual fue lanzado el 27 de julio de 2016.
- Google diseñaba auriculares y controladores que actuarán de referencia para sus socios de hardware.
- En software iba a incluir Android VR mode en su última versión, la misma dará acceso a realidad virtual exclusivo.